# Льноволокно
Льноволокно — продукция для производства ниток и тканей на текстильном производстве.

## Длинное льноволокно
Длина длинного волокна колеблется от 45 до 80 см.

### Изготовление
Выделение длинного волокна для его использования в последующем чесании и прядении по льняной системе прядения производится путём подсушки тресты или соломы и промина её рифлёными вальцами на многопарвальной мялке и затем отделения изломанной костры от волокна путём трепания промятого «сырца» лопастными барабанами на трепальной машине.

### Применение
Льноволокно используется для производства путём мокрого прядения пряжи высоких номеров, которая используется для производства тканей: столово-бельевых, брезентовых, тентовых и костюмных.

### Параметры качества
Длинное льняное волокно в зависимости от качества разделяют на номера 8, 9, 10, 11, 12, 13, 14, 15, 16, 18, 20, 22 и 24.
Качество волокна определяется тем, какой прочности и линейной плотности можно изготавливать из него пряжу. А это в свою очередь зависит от ряда свойств волокна, определяющих его прядильную способность. Основными из них являются прочность, тонина и гибкость (мягкость).

#### Прочность
Прочность волокна — важнейший показатель его качества.

#### Тонина
Чем тоньше волокно, тем более тонкая пряжа может быть из него изготовлена и тем прочнее она будет.

#### Гибкость
Гибкость волокна определяет его прядильную способность: гибкое, мягкое волокно в отличие от жёсткого при обработке легко поддаётся многочисленным изгибам и кручению, не теряя прочности. Изделия из гибкого волокна более долговечны, чем из жёсткого.
(ДСТУ 4015-2001)

## Короткое льноволокно
Короткое льняное волокно в зависимости от показателей качества подразделяют на пять номеров — 8, 6, 4, 3 и 2 в соответствии с требованиями указанными в таблице. Длина волокна колеблется от 10 до 50 см.

### Получение
Получение волокна для его дальнейшего использования в текстильной, машиностроительной, строительной или других отраслях промышленности производится на предприятиях первичной обработки путём промина на мялке и трепания на трепальной машине.

### Применение
Короткое льноволокно используется для производства пряжи низких номеров методом сухого прядения. Используется для производства мешочных, тарных и брезентовых тканей. Низкосортное короткое волокно используется для производства нетканых материалов, которые имеют очень широкое применение, а также для производства бумаги. Льняное волокно используется для производства кручёных изделий: шпагат, верёвки. Также это волокно используется для производства котонизированного волокна и ваты. Волокно может использоваться для сантехнических целей. Его также используют как сырьё для производства армированных волокном полимерных композиционных материалов и волокнистых плит. Применяют в производстве большого числа деталей (тепло- и звукоизоляционных) и деталей из пластмассовых композиций для кузовов автомобилей, самолётов, судов, вагонов.
(ГОСТ 9394-76)